# Martin Heindl
Martin Heindl (* 2. června 1992) je český atlet výškař.
Závodí za JAC Brno. V roce 2010 a 2011 se stal juniorský mistr ČR v hale. Na dráze vyhrál juniorské mistrovství ČR v roce 2010 a roce 2013 vyhrál na dráze mistrovství ČR do 22 let a v roce 2014 byl třetí.
Na halovém mistrovství ČR 2017 v Praze si vytvořil nový osobní rekord výkonem 226 cm.
V roce 2014 úspěšně ukončil bakalářské studium na Pedagogické fakultě Masarykovy univerzity v Brně.